# المديرية العامة لرسم الخرائط (تركيا)
المديرية العامة لرسم الخرائط (بالتركية: Harita Genel Müdürlüğü)‏ أو (HGM) هي وكالة رسم الخرائط الوطنية لتركيا تحت إشراف وزارة الدفاع الوطني وهي مسؤولة عن رسم الخرائط الطبوغرافية الرسمية للبلاد في كل من الأشكال المطبوعة والرقمية.

## روابط خارجية
- https://www.harita.gov.tr/english/